# تیسرند (دهانه)
تیسرند یک دهانه برخوردی در ماه‌ است.

## دهانه‌های اقماری
این دهانه ۴ دهانه اقماری دارد.
| Tisserand | عرض جغرافیایی | طول جغرافیایی | قطر          |
| --------- | ------------- | ------------- | ------------ |
| A         | ۲۰.۴° N       | ۴۹.۴° E       | ۲۴.۰ کیلومتر |
| K         | ۱۹.۸° N       | ۵۰.۴° E       | ۱۱.۰ کیلومتر |
| B         | ۲۰.۷° N       | ۵۱.۳° E       | ۸.۰ کیلومتر  |
| D         | ۲۱.۷° N       | ۴۹.۴° E       | ۷.۰ کیلومتر  |